# Hasidic New Wave
Hasidic New Wave ist eine fünfköpfige US-amerikanische Jazz-Band, die Elemente der Klezmermusik und traditioneller chassidischer Musik (u. a. Niggunim) in experimenteller Form mit Jazz-Improvisationen, Funk- und Rockmusik vermischt. Die Gruppe besteht aus einer Reihe von renommierten Jazz- bzw. Fusionmusikern um die Gründer Greg Wall (Saxophon, Klarinette) und Frank London (Trompete) und macht überwiegend, wenn auch nicht ausschließlich, Instrumentalmusik.
Die Band war überwiegend in den 1990er Jahren in der Avantgarde-Jazz-Szene um den New Yorker Musikclub Knitting Factory aktiv. Zu dieser Zeit entstand in diesem Umfeld auch das Konzept der Radical Jewish Culture um John Zorn, das mit der, als zu angepasst empfundenen, jüdischen Musik in der Zeit nach dem Zweiten Weltkrieg brechen wollte. Die Band Hasidic New Wave war Bestandteil dieser Bewegung, die ein neues Selbstbewusstsein der jüdischen Musik propagierte und sich einerseits gegen eine zu starke Anpassung an die nicht-jüdische Mehrheitsgesellschaft wandte, aber andererseits durch genreübergreifende Musik mit alten Traditionen brach.
Im Vergleich zu John Zorns Masada-Projekt (mit Dave Douglas, Greg Cohen und Joey Baron), das ebenfalls Elemente aus Avantgarde-Jazz und Klezmer verbindet, ist die Musik von Hasidic New Wave wesentlich stärker durch den Einsatz von Gitarre und Bass geprägt. 

## Bandgeschichte
Die Bandgründer London und Wall, die Jahre zuvor zusammen das New England Conservatory of Music besucht hatten, waren Mitte der 1990er Jahre schon in der Klezmer-Musikszene etabliert. London ist schon seit den achtziger Jahren an Bands wie den Klezmatics und der Klezmer Conservatory Band beteiligt. Auch Wall war u. a. in Gruppen wie Klezmerfest aktiv und Mitglied des Lehrstuhls für Jazzmusik an der Rutgers University. Sie ergänzten die Band mit Fusion-Gitarrist David Fiuczynski sowie Bassist Fima Ephron von den Screaming Headless Torsos und Schlagzeuger Aaron Alexander, der u. a. schon mit Satoko Fujii und Burton Greene zusammengearbeitet und im Trio Babkas mit Briggan Krauss und Brad Shepik gespielt hatte. Ursprünglich gehörte auch Bassist Kenny Davis zur Band, bevor er 1998 von Ephron ersetzt wurde.
Das Debütalbum Jews and the Abstract Truth, mit Gastbeiträgen von Ben Goldberg, Anthony Coleman und Gary Lucas, wurde überwiegend im Laufe des Jahres 1996 im Studio der Knitting Factory aufgenommen. Ergänzt um vier Live-Tracks, die im selben Jahr bei einem Konzert in Köln aufgenommen worden waren, erschien es im Jahr 1997, wie die meisten Alben der Formation, zunächst auf dem der Knitting Factory angeschlossenen Plattenlabel Knitting Factory Works (später Knitting Factory Records). Es enthält überwiegend eher freie Interpretationen traditioneller jüdischer Lieder, ergänzt durch einige Eigenkompositionen von London und Wall, wie das Stück „Welcome to the McDonald's in Dachau“, dessen Titel auf die damalige Kontroverse um eine Werbekampagne, anlässlich der Eröffnung einer McDonald’s-Filiale in unmittelbarer Nähe des KZ Dachau, anspielt. 
In der Folge tourte die Band mit ihrem Crossover-Musikstil in Europa und Nordamerika auf Festivals sowohl für Alternative- und Jazzmusik als auch für jüdische Musik. Der Auftritt auf dem Jüdischen Kulturfestival in Krakau im Jahr 1998 wurde auf einer Veröffentlichung des polnischen Jazz-Labels Not Two Records dokumentiert.
Das Album Kabalogy erschien 1999 auf dem Sublabel Jewish Alternative Movement (JAM) der Knitting Factory, im Rahmen einer Veröffentlichungsreihe mit Bands und Künstlern moderner, jüdisch beeinflusster Musik, wie z. B. dem Album Zohar - Keter von Uri Caine und Aaron Bensoussan. Auf Kabalogy sind vermehrt Eigenkompositionen der fünf Bandmitglieder zu hören. Das Album endet mit dem Song Giuliani über alles, einer Coverversion des Dead-Kennedys-Songs California über alles; diese Version setzt sich kritisch mit der Polizeibrutalität während der Amtszeit des damaligen New Yorker Bürgermeisters Rudy Giuliani auseinander.
Im Jahr 2001 erschien das bislang letzte Album der Band; es verband Musik jüdischen und islamischen Ursprungs und verwies mit seinem Titel From the Belly of Abraham auf den gemeinsamen Ursprung dieser Kulturkreise als abrahamitische Religionen. Das Album war das Ergebnis einer Kooperation mit dem Pianisten Jamie Saft, dem senegalesischen Djembé-Spieler und Perkussionisten Alioune Faye (u. a. bekannt von den Alben Winard Harpers) und dessen Landsleuten, der Perkussionsgruppe Yakar Rhythms, nachdem die Bands schon beim New York Jazz Festival 2000 gemeinsam aufgetreten waren.
Die Bandmitglieder, die alle auch in anderen Bandprojekten tätig sind, traten auch in den folgenden Jahren noch gelegentlich zusammen auf. Ein neues Album wurde in Aussicht gestellt.

## Diskographie
Alben
- Jews and the Abstract Truth (1997, Knitting Factory Works 192)
- Psycho-Semitic (1998, Knitting Factory Records 203)
- Live in Krakow (1998, Not Two Records), aufgenommen auf dem Jüdischen Kulturfestival in Krakau 1998
- Kabalogy (1999, Knitting Factory Records/JAM 239)
- From the Belly of Abraham (2001, Knitting Factory Records 294), in Kooperation mit Alioune Faye und der senegalesischen Perkussionsgruppe Yakar Rhythms